# Безіменне (Хмільницький район)
Безіме́нне — село в Україні, у Махнівській сільській громаді Хмільницького району Вінницької області. Населення становить 663 особи.

## Історія
Під час організованого радянською владою Голодомору 1932—1933 років померло щонайменше 227 жителів села.
12 червня 2020 року, відповідно до Розпорядження Кабінету Міністрів України № 707-р, «Про визначення адміністративних центрів та затвердження територій територіальних громад Вінницької області», увійшло до складу Махнівської сільської.
19 липня 2020 року, в результаті адміністративно-територіальної реформи і ліквідації Козятинського району, село увійшло до складу новоутвореного Хмільницького району.

## Населення

### Мова
Розподіл населення за рідною мовою за даними перепису 2001 року:
| Мова       | Кількість | Відсоток |
| ---------- | --------- | -------- |
| українська | 654       | 98.64%   |
| російська  | 9         | 1.36%    |
| Усього     | 663       | 100%     |